# Holý vrch (Rokycanská pahorkatina)
Holý vrch (441,1 m n. m.) se nachází na východním okraji katastru města Plzně, asi jeden kilometr jihovýchodně od místní části Červený Hrádek v polesí Pytel a 250 metrů severně od dálničního přivaděče I/26.

## Popis vrchu
Vrchol je součástí hřebenu táhnoucího se od západně položeného vrcholu Na Pohodnici (499 m n. m.) směrem k východně položeným Švábinám (410 m n. m.), které se nacházejí již na okraji městské zástavby Plzně. Vrchol je z geologického hlediska tvořen čedičem náležejícím ke kralupsko-zbraslavské skupině proterozoika Barrandienu.

## Zajímavosti
Holý vrch je nejvyšším samostatným vrcholem nacházejícím se na území Plzně (nikoliv však nejvyšším přírodním bodem). Ačkoliv se vrchol nazývá Holý, je zcela zalesněn, a výhled z vrcholu není žádný.

## Přístup
Na vrchol nevede žádná turistická značená trasa. Dosažitelný je však po neznačených cestách, nejlépe od Červeného Hrádku po cyklostezce, dále pak vpravo lesem. Po dosažení hřebene se vlastní vrchol nachází cca 15 metrů od lesní cesty vedoucí severojižním směrem kolmo na směre průběhu hřebene.